# لک دی بونه، منیتوبا
لک دی بونه، منیوبا (به انگلیسی: Lac du Bonnet, Manitoba) یک منطقهٔ مسکونی در کانادا است که در منیوبا واقع شده‌است. لک دی بونه ۲٫۲۵ کیلومتر مربع مساحت و ۱٬۰۶۹ نفر جمعیت دارد و ۲۶۰٫۳ متر بالاتر از سطح دریا واقع شده‌است.